# Craig Goodwin
Craig Alexander Goodwin (Adelaida, 16 de diciembre de 1991) es un futbolista australiano que juega de delantero y su equipo es el Adelaide United de la A-League.

## Trayectoria

### Inicios
Goodwin comenzó su carrera en los modestos Adelaide United y Oakleigh Cannons hasta que en 2012 firmó con el Melbourne Heart. Debutó en la A-League en la fecha 19 contra el Melbourne Victory.
El 7 de mayo de 2012 se anunció su fichaje por el Newcastle Jets por dos años. Jugó 44 encuentros y anotó 5 goles en la A-League en ese periodo de tiempo. Al dejar los Jets, se unió al Adelaide United.

### Sparta Rotterdam
El 5 de mayo de 2016 fichó por el Sparta de Róterdam de la Eredivisie neerlandesa. Debutó en su nuevo club el 7 de agosto contra el Ajax. Dejó el equipo en mayo de 2018 por mutuo acuerdo.

### Regresos al Adelaide United y paso por Arabia Saudita
El 25 de mayo de 2018 regresó al Adelaide United, firmando un contrato por tres años.
El 15 de julio de 2019 fue adquirido por el Al-Wehda saudí. Tras disputar la temporada 2019-20 en el club, el siguiente año fue cedido al Abha club y al Adelaide United.
Tras jugar a préstamo en el Adelaide United en la temporada 2020-21, firmó en julio de 2022 por tres años.

## Selección nacional
Disputó un encuentro por la selección sub-23 de Australia el 7 de marzo de 2012 ante Irak.
Debutó con la selección de Australia el 26 de julio de 2013 ante Japón en el Campeonato de Fútbol de Asia Oriental de 2013.
Fue citado a la Copa Mundial de Fútbol de 2022. Anotó el primer gol del partido en la derrota por 4-1 ante Francia en la fase de grupos.

### Participaciones en Copas del Mundo
| Copa                           | Sede  | Resultado        |
| ------------------------------ | ----- | ---------------- |
| Copa Mundial de Fútbol de 2022 | Catar | Octavos de final |

## Clubes
| Club                       | País           | Año       |
| -------------------------- | -------------- | --------- |
| Adelaide United            | Australia      | 2009-2010 |
| Oakleigh Cannons           | Australia      | 2011      |
| Melbourne Heart            | Australia      | 2012      |
| Newcastle Jets             | Australia      | 2012-2014 |
| Adelaide United            | Australia      | 2014-2016 |
| Sparta de Róterdam         | Países Bajos   | 2016-2018 |
| Adelaide United            | Australia      | 2018-2019 |
| Al-Wehda                   | Arabia Saudita | 2019-2022 |
| Abha Club (préstamo)       | Arabia Saudita | 2020-2021 |
| Adelaide United (préstamo) | Australia      | 2021-2022 |
| Adelaide United            | Australia      | 2022-2023 |
| Al-Wehda                   | Arabia Saudita | 2023-2025 |
| Adelaide United            | Australia      | 2025-     |

## Palmarés

### Títulos nacionales
| Título   | Club            | País      | Año     |
| -------- | --------------- | --------- | ------- |
| FFA Cup  | Adelaide United | Australia | 2014    |
| A-League | Adelaide United | Australia | 2015-16 |
| FFA Cup  | Adelaide United | Australia | 2018    |

### Distinciones individuales
| Distinción                                    |
| --------------------------------------------- |
| Máximo goleador histórico del Adelaide United |